# Alpaugh
Alpaugh – jednostka osadnicza w Stanach Zjednoczonych, w stanie Kalifornia, w hrabstwie Tulare.